# Sass (linguagem de folhas de estilos)
Sass (em inglês, "syntactically awesome stylesheets",  ou "folhas de estilo sintaticamente incríveis") é uma linguagem de folhas de estilo  concebida inicialmente por Hampton Catlin e desenvolvida por Natalie Weizenbaum. Depois de suas versões iniciais, Weizenbaum e Chris Eppstein continuaram a estender Sass com SassScript, uma simples linguagem de script usada em arquivos Sass.
Sass é uma linguagem de script que é interpretada ou compilada em Cascading Style Sheets (CSS). SassScript é a linguagem em si. Sass consiste em duas sintaxes. A sintaxe original, chamada de "sintaxe indentada", usa uma sintaxe semelhante a Haml. Ela usa indentação para separar blocos de código e caracteres de nova linha para separar regras. A sintaxe mais recente, "SCSS", usa formatação de bloco, como a de CSS. Esta usa chaves para designar blocos de código e ponto-e-vírgula para separar linhas dentro de um bloco. Os arquivos com sintaxe de indentação e SCSS são tradicionalmente dados as extensões .sass e .scss, respectivamente.
CSS3 consiste em uma série de seletores e pseudo-seletores que agrupam regras que lhes são aplicáveis. Sass (no contexto maior de ambas as sintaxes) estende CSS fornecendo vários mecanismos disponíveis em linguagens de programação mais tradicionais, particularmente linguagens orientadas a objeto, mas que não estão disponíveis no CSS3 em si. Quando SassScript é interpretado, ele cria blocos de regras CSS para vários seletores, conforme definido pelo arquivo Sass. O intérprete Sass traduz SassScript em CSS. Alternativamente, Sass pode monitorar arquivos .sass ou .scss e traduzi-los para um arquivo .css sempre que os arquivos .sass ou .scss forem salvos. Sass é simplesmente açúcar sintático para CSS.
A implementação oficial da Sass é open-source e codificada em Ruby; no entanto, existem outras implementações, incluindo PHP, e uma implementação de  alto-desempenho em C chamada libSass. Há também uma implementação em Java chamada JSass. Além disso, Vaadin tem uma implementação em Java de Sass. A sintaxe indentada é uma metalinguagem. SCSS é uma metalinguagem aninhada, pois CSS válido é SCSS válido com a mesma semântica. Sass suporta a integração com a extensão Firebug do Firefox.
SassScript oferece os seguintes mecanismos: variáveis, aninhamento, mixins, e seletor de herança.

## Variáveis
Sass permite que variáveis sejam definidas. Variáveis começam com um sinal de dólar ($). Atribuição  de variáveis é feita com um dois-pontos (:).
SassScript suporta quatro tipos de dados:
- Números (incluindo unidades)
- Cadeias de caracteres (com aspas ou sem)
- Cores (nome ou nomes)
- Valores booleanos

As variáveis podem ser parâmetros ou resultados de uma das várias funções disponíveis. Durante a tradução, os valores das variáveis são inseridos no documento CSS resultante.
Na estilo SCSS
```
$cor-primaria
:
 
#3bbfce
;

$margem
:
 
16
px
;

.content-navigation
 
{

  
border-color
:
 
$
cor-primaria
;

  
color
:
 
darken
(
$
cor-primaria
,
 
10
%
);

}

.border
 
{

  
padding
:
 
$
margem
 
/
 
2
;

  
margin
:
 
$
margem
 
/
 
2
;

  
border-color
:
 
$
cor-primaria
;

}

```

Ou estilo SASS
```
$cor-primaria
:
 
#3bbfce

$margem
:
 
16
px

.content-navigation

  
border-color
:
 
$cor-primaria

  
color
:
 
darken
(
$cor-primaria
,
 
10
%
)

.border

  
padding
:
 
$margem
/
2

  
margin
:
  
$margem
/
2

  
border-color
:
 
$cor-primaria

```

Compilaria para:
```
.
content-navigation
 
{

  
border-color
:
 
#3bbfce
;

  
color
:
 
#2b9eab
;

}

.
border
 
{

  
padding
:
 
8
px
;

  
margin
:
 
8
px
;

  
border-color
:
 
#3bbfce
;

}

```

## Aninhamento
CSS oferece suporte lógico de aninhamento, mas os blocos de código em si não podem ser aninhados. Sass permite que blocos de código sejam inseridos um dentro do outro.
No estilo SASS
```
table
.hl
 

  
margin
:
 
2
em
 
0

  
td
.ln
 

    
text-align
:
 
right

  

li
 

  
font
:
 

    
family
:
 
serif

    
weight
:
 
bold

    
size
:
 
1
.3
em

```

Ou no estilo SCSS
```
table
.hl
 
{

  
margin
:
 
2em
 
0
;

  
td
.ln
 
{

    
text-align
:
 
right
;

  
}

}

li
 
{

  
font
:
 
{

    
family
:
 
serif
;

    
weight
:
 
bold
;

    
size
:
 
1
.3em
;

  
}

}

```

Compilaria para:
```
table
.
hl
 
{

  
margin
:
 
2
em
 
0
;

}

table
.
hl
 
td
.
ln
 
{

  
text-align
:
 
right
;

}

li
 
{

  
font-family
:
 
serif
;

  
font-weight
:
 
bold
;

  
font-size
:
 
1.3
em
;

}

```

Aninhamentos mais complicados, incluindo aninhamento de espaço de nomes e referências aos ascendentes são discutidas na documentação do Sass.
```
@mixin
 table-base
 
{

  
th
 
{

    
text-align
:
 
center
;

    
font-weight
:
 
bold
;

  
}

  
td
,
 
th
 
{

    
padding
:
 
2px
;

  
}

}

#data
 
{

  
@include
 table-base
;

}

```

Ou no estilo SASS 
```
=table-base

  
th

    
text-align
:
 
center

    
font-weight
:
 
bold

  
td
,
 
th

    
padding
:
 
2
px

#data

  
+table-base

```

Compilaria para:
```
#
data
 
th
 
{

  
text-align
:
 
center
;

  
font-weight
:
 
bold
;

}

#
data
 
td
,
 
#
data
 
th
 
{

  
padding
:
 
2
px
;

}

```

### Loops
Sass permite iterar sobre variáveis usando '@for', '@each' e '@while', que podem ser usado para aplicar estilos diferentes em elementos com classes ou ids semelhantes.
```
$numeroDeQuadrados
:
 
3

@for
 
$i
 
from
 
1
 
through
 
$numeroDeQuadrados
 

  
#quadrado-
#{
$i
}
 

   
background-color
:
 
red

   
width
:
 
50
px
 
*
 
$i

   
height
:
 
120
px
 
/
 
$i

```

O exemplo acima compilaria para:
```
#
quadrado-1
 
{

  
background-color
:
 
red
;

  
width
:
 
50
px
;

  
height
:
 
120
px
;

}

#
quadrado-2
 
{

  
background-color
:
 
red
;

  
width
:
 
100
px
;

  
height
:
 
60
px
;

}

#
quadrado-3
 
{

  
background-color
:
 
red
;

  
width
:
 
150
px
;

  
height
:
 
40
px
;

}

```

### Argumentos
Mixins também suportam argumentos.
```
=left
(
$dist
)
 

  
float
:
 
left

  
margin-left
:
 
$dist

#data
 

  
+left
(
10
px
)

```

Compilaria para:
```
#
data
 
{

  
float
:
 
left
;

  
margin-left
:
 
10
px
;

}

```

### Em combinação
```
=table-base

  
th

    
text-align
:
 
center

    
font-weight
:
 
bold

  
td
,
 
th
 

    
padding
:
 
2
px

=left
(
$dist
)
 

  
float
:
 
left

  
margin-left
:
 
$dist

#data
 

  
+left
(
10
px
)

  
+table-base

```

Compilaria para:
```
#
data
 
{

  
float
:
 
left
;

  
margin-left
:
 
10
px
;

}

#
data
 
th
 
{

  
text-align
:
 
center
;

  
font-weight
:
 
bold
;

}

#
data
 
td
,
 
#
data
 
th
 
{

  
padding
:
 
2
px
;

}

```

## Herança de seletores
Enquanto CSS3 suporta a hierarquia de Modelo de Objeto de Documentos (DOM), ele não permite que a herança de seletores. Em Sass, a herança é conseguida através da inserção de uma linha dentro de um bloco de código que usa a palavra-chave '@extend' e referencia outro seletor. Os atributos do seletor estendido são aplicados ao seletor que chama.
```
.erro

  
border
:
 
1
px
 
#f00

  
background
:
 
#fdd

.erro.intrusao
 

  
font-size
:
 
1
.3
em

  
font-weight
:
 
bold

.erroRuim
 

  
@extend
 
.erro

  
border-width
:
 
3
px

```

Compilaria para:
```
.
erro
,
 
.
erroRuim
 
{

  
border
:
 
1
px
 
#f00
;

  
background
:
 
#fdd
;

}

.
erro
.
intrusao
,

.
erroRuim
.
intrusao
 
{

  
font-size
:
 
1.3
em
;

  
font-weight
:
 
bold
;

}

.
erroRuim
 
{

  
border-width
:
 
3
px
;

}

```

Sass suporta herança múltipla.